# Chester, Georgia
Chester är en ort i Dodge County i delstaten Georgia, USA.